# Hartmut Heidemann
Hartmut Heidemann (Duisburg, 1941. június 5. – 2022. július 31.) nyugatnémet válogatott német labdarúgó, hátvéd.

## Pályafutása

### Klubcsapatban
1959 és 1972 között az MSV Duisburg labdarúgója volt. 347 bajnoki mérkőzésen szerepelt és 32 gólt szerzett.

### A válogatottban
1966 és 1968 között három alkalommal szerepelt a nyugatnémet válogatottban.

## Sikerei, díjai
MSV Duisburg
- Nyugatnémet bajnokság (Bundesliga)
  - 2.: 1963–64
- Nyugatnémet kupa (DFB-Pokal)
  - döntős: 1966

## Statisztika

### Mérkőzései a nyugatnémet válogatottban
| NSZK | NSZK               | NSZK                        | NSZK        | NSZK     | NSZK     | NSZK       | NSZK  | NSZK    |
| #    | Dátum              | Helyszín                    | Hazai       | Eredmény | Vendég   | Kiírás     | Gólok | Esemény |
| ---- | ------------------ | --------------------------- | ----------- | -------- | -------- | ---------- | ----- | ------- |
| 1.   | 1966. október 12.  | Ankara, 19 Mayıs Stadion    | Törökország | 0 – 2    | NSZK     | barátságos | -     |         |
| 2.   | 1966. november 19. | Köln, Müngersdorfer Stadion | NSZK        | 3 – 0    | Norvégia | barátságos | -     |         |
| 3.   | 1968. április 17.  | Bázel, St. Jakob stadion    | Svájc       | 0 – 0    | NSZK     | barátságos | -     | 67'     |
|      | Összesen           |                             |             | 3        | mérkőzés |            | 0     | gól     |